# Alejandro Castro Sáenz
Alejandro Castro fue un médico cirujano argentino del siglo XIX que impulsó la cirugía aséptica en su país, "uno de sus más esclarecidos representantes".

## Biografía
Alejandro Castro nació en la ciudad de Buenos Aires el 15 de mayo de 1861, hijo del gobernador Emilio Esteban Castro (1821, 1899) y de Juana María Sáenz-Valiente e Ituarte (1827, 1878). 
Ingresó a la Facultad de Medicina de la Universidad de Buenos Aires en 1880 y se recibió en 1886, a los 25 años de edad, con una tesis titulada Notas sobre cirugía. 
Tras dictar un curso sobre química en 1886 y 1887, viajó a Europa para perfeccionar sus conocimientos. En París operó en la clínica del famoso cirujano francés Eugène-Louis Doyen (1859-1916). 
El 4 de septiembre de 1891 casó con Ana Segunda Quirno Lugones (1874,?) con quien tuvo dos hijas, Juana Ana (1895,?) y Magdalena Ana Castro Quirno (1896, 1978).
Discípulo predilecto de Ignacio Pirovano, cuando éste murió en 1895 pasó al servicio de cirugía del Hospital de Niños junto con su hermano Máximo Castro y a Marcelo Viñas. 
En 1898 fue nombrado primer titular de la Tercera Cátedra de Clínica Quirúrgica en la Facultad de Medicina, ejerciéndola en el Hospital de Niños. Tuvo también a su cargo esa cátedra en la Escuela de Sanidad del Hospital Militar.
Especializado en cirugía infantil, abdominal y ginecológica, «su técnica quirúrgica era lenta y laboriosa, sin dar importancia al tiempo ni a las maniobras llamativas. Introdujo en el campo quirúrgico la cirugía aséptica, el reemplazo de las esponjas por algodón, el lavado de las manos y los apósitos con gasa yodoformada».
Falleció de nefrosis, enfermedad que contrajo durante una cirugía, el 11 de septiembre de 1902 a los 41 años. Fue sepultado en el Cementerio de la Recoleta. Recibió honores militares en su condición de médico de Sanidad del Ejército y despidió sus restos en nombre de la Facultad el doctor Eliseo Cantón. En el hospital de Clínicas se erigió un monumento en su memoria.